# Handball Sassari 2023-2024
Questa pagina raccoglie i dati riguardanti la Raimond Handball Sassari nelle competizioni ufficiali della stagione 2023-2024.

## Rosa
| N° | Naz.                            | Ruolo | Sportivo             | Anno |  |  |
| -- | ------------------------------- | ----- | -------------------- | ---- |  |  |
| 1  | Italia (bandiera)               | P     | Giovanni Pavani      | 2000 |  |  |
| 12 | Italia (bandiera)               | P     | Paolo Giuffrida      | 2004 |  |  |
| 22 | Italia (bandiera)               | P     | Valerio Sampaolo     | 1987 |  |  |
| 4  | Italia (bandiera)               | PV    | Enrico Aldini        | 2002 |  |  |
| 5  | Italia (bandiera)               | A     | Giovanni Nardin      | 2000 |  |  |
| 6  | Argentina (bandiera)            | A     | Tomás Della Vecchia  | 2001 |  |  |
| 7  | Italia (bandiera)               | T     | Alberto Mura         | 2005 |  |  |
| 9  | Brasile (bandiera)              | T     | Rodolfo Oliveira     | 1992 |  |  |
| 13 | Italia (bandiera)               | A     | Andrea Delogu        | 2003 |  |  |
| 15 | Bosnia ed Erzegovina (bandiera) | PV    | Damir Halilković     | 1992 |  |  |
| 17 | Italia (bandiera)               | A     | Matteo Bomboi        | 1992 |  |  |
| 18 | Italia (bandiera)               | A     | Alessandro Pintori   | 2003 |  |  |
| 20 | Portogallo (bandiera)           | C     | Miguel Gomes         | 1997 |  |  |
| 21 | Italia (bandiera)               | A     | Giovanni Delrio      | 2004 |  |  |
| 23 | Italia (bandiera)               | T     | Christian Manojlović | 2005 |  |  |
| 33 | Italia (bandiera)               | C     | Bruno Brzić          | 1987 |  |  |
| 35 | Argentina (bandiera)            | T     | Nicolás Zungri       | 1994 |  |  |
| 59 | Bosnia ed Erzegovina (bandiera) | T     | Tarik Vranac         | 1993 |  |  |

## Mercato

### Sessione estiva
| Acquisti | Acquisti             | Acquisti      | Acquisti   | Acquisti |
| R.a      | Nome                 | da            | Modalità   | Note     |
| -------- | -------------------- | ------------- | ---------- | -------- |
| TS       | Christian Manojlović | Campus Italia | definitivo |          |
| C        | Miguel Gomes         | Cingoli       | definitivo |          |
| TS       | Tarik Vranac         | Komló         | definitivo |          |
| PT       | Giovanni Pavani      | Saintes       | definitivo |          |
| TD       | Nicolás Zungri       | Sinfín        | definitivo |          |

| Cessioni | Cessioni        | Cessioni   | Cessioni       | Cessioni |
| R.       | Nome            | a          | Modalità       |          |
| -------- | --------------- | ---------- | -------------- | -------- |
| TD       | Leonardo Querín |            | ritiro         |          |
| TS       | Hatem Hamouda   | Pressano   | definitivo     |          |
| AD       | Umberto Bronzo  | Dunkerque  | definitivo     |          |
| TS       | Josip Grbavac   | svincolato | fine contratto |          |

### Sessione invernale
| Acquisti | Acquisti       | Acquisti  | Acquisti   | Acquisti |
| R.a      | Nome           | da        | Modalità   | Note     |
| -------- | -------------- | --------- | ---------- | -------- |
| AD       | Umberto Bronzo | Dunkerque | definitivo |          |
| C        | Jan Kleineidam | Amburgo   | definitivo |          |

| Cessioni | Cessioni     | Cessioni   | Cessioni    | Cessioni |
| R.       | Nome         | a          | Modalità    |          |
| -------- | ------------ | ---------- | ----------- | -------- |
| C        | Miguel Gomes | svincolato | rescissione |          |